# طبدي (المهرة)

تعديل مصدري - تعديل

طبدي هي إحدى قرى عزلة الفيدمي بمديرية الغيظة التابعة لمحافظة المهرة، بلغ تعداد سكانها 44 نسمة حسب تعداد اليمن لعام 2004.